# Saison 7 de NCIS : Los Angeles
Chronologie
Saison 6 Saison 8
Cet article présente le guide des épisodes de la septième saison de la série télévisée américaine NCIS : Los Angeles.

## Généralités
- Aux États-Unis, cette saison a été diffusée du 21 septembre 2015 au 2 mai 2016 sur le réseau CBS.
- Au Canada, elle a été diffusée en simultanée sur le réseau Global.
- En France, douze épisodes ont été diffusés du 26 décembre 2015 au 5 mars 2016 sur M6. La chaîne interrompt la diffusion le temps de finir le doublage des épisodes restants. La série a repris du 3 décembre 2016 au 4 février 2017.
- La saison est diffusée en totalité en Suisse sur TSR1.

## Distribution

### Acteurs principaux
- Chris O'Donnell (VF : Jean-Philippe Puymartin) : Agent Spécial G. Callen
- LL Cool J (VF : Sidney Kotto) : Agent Spécial Sam Hanna
- Daniela Ruah (VF : Laëtitia Lefebvre) : Agent Spécial Kensi Blye
- Eric Christian Olsen (VF : Axel Kiener) : Lieutenant Marty Deeks
- Linda Hunt (VF : Marie-Martine) : Henrietta « Hetty » Lange
- Barrett Foa (VF : Olivier Jankovic) : Eric Beale
- Renée Felice Smith (VF : Jessica Barrier) : Nell Jones
- Miguel Ferrer (VF : Patrick Messe) : directeur adjoint du NCIS Owen Granger

### Acteurs récurrents et invités
- Erik Palladino : Vostanik Sabatino, agent de la CIA (épisode 1)
- Mercedes Masohn : Talia Del Campo, agent de la DEA (épisodes 2 et 8)
- Pamela Reed : Madame Deeks, mère de Marty[1] (épisodes 2 et 10)
- Michael Weatherly (VF : Xavier Fagnon) : Agent du NCIS Tony DiNozzo (épisode 5)
- Jeronimo Spinx : Thompson, agent du NCIS (épisode 7)
- Elizabeth Bogush : Joelle Taylor (épisode 11)
- Vyto Ruginis : Arkady Kolcheck  (épisode 15, 16 et 18)
- Alicia Coppola : Lisa Rand, agent spécial senior du FBI (épisode 19)
- Peter Cambor (VF : Alexandre Gillet) : Nate Getz, psychologue de terrain (épisode 21)

## Épisodes

### Épisode 1:Mesures actives
- États-Unis /  Canada : 21 septembre 2015 sur CBS[2] / Global
- France : 26 décembre 2015[3] sur M6
- Suisse : 3 janvier 2016 sur RTS Un
- Québec : 7 septembre 2016 sur V

- États-Unis : 7,89 millions de téléspectateurs[4] (première diffusion)
- Canada : 1,563 million de téléspectateurs[5] (première diffusion + différé 7 jours)
- France : 2,636 millions de téléspectateurs[6] (première diffusion)

- Erik Palladino (Vostanik Sabatino, agent de la CIA)
- Ravil Isyanov (Anatoli Kirkin)
- D.A. Matzke (Vieux pote)
- Jeff De Serrano (Officier du LAPD)
- Meg Braden (La nana surfeuse)

### Épisode 2:Double jeu
- États-Unis /  Canada : 28 septembre 2015 sur CBS / Global
- France : 2 janvier 2016 sur M6
- Suisse : 3 janvier 2016 sur RTS Un
- Québec : 14 septembre 2016 sur V

- États-Unis : 7,66 millions de téléspectateurs[7](première diffusion)
- Canada : 1,572 million de téléspectateurs[8] (première diffusion + différé 7 jours)
- France : 3,012 millions de téléspectateurs[9] (première diffusion)

- Mercedes Mason (Talia Del Campo, agent de la DEA)
- Shannon Cochran (Dr Susan Rathburn)
- Jake Lockett (Jon Bennett)
- Pamela Reed (Madame Deeks)
- John Sloan (Mark Moore, agent de la DEA)
- Erin Krakow (Emily Moore)
- Craig Tsuyumine (Assistant)

### Épisode 3:Mademoiselle Diaz et son chauffeur
- États-Unis /  Canada : 5 octobre 2015 sur CBS / Global
- Suisse : 3 janvier 2016 sur RTS Un
- France : 9 janvier 2016 sur M6
- Québec : 21 septembre 2016 sur V

- États-Unis : 7,99 millions de téléspectateurs[10] (première diffusion)
- Canada : 1,611 million de téléspectateurs[11] (première diffusion + différé 7 jours)
- France : 2,616 millions de téléspectateurs[12] (première diffusion)

- Douglas Weston (Alex Elmslie)
- Arienne Mandi (Catalina Diaz)
- Bertila Damas (Blanca Perez)
- Fernando Rivera (Ignacio, officier de la police du campus)
- Janelle Marie (Sofia)
- Fernando Luis Vega (Gabriel Diaz)
- Billy Mayo (Officier de la police du campus #2)
- Phoebe Neidhardt (Jeune assistante)

### Épisode 4:Sous la contrainte
- États-Unis /  Canada : 12 octobre 2015 sur CBS / Global
- Suisse : 10 janvier 2016 sur RTS Un
- France : 16 janvier 2016 sur M6
- Québec : 28 septembre 2016 sur V

- États-Unis : 8,45 millions de téléspectateurs[13] (première diffusion)
- Canada : 1,483 million de téléspectateurs[14] (première diffusion + différé 7 jours)
- France : 2,786 millions de téléspectateurs[15] (première diffusion)

- Taylor Nichols (L'interlocuteur / Chad Brunson)
- Tom Parker (Lucas Gardner)
- Troy Cephers (Officier du LAPD)
- Caroline O'Donnell (Laura)
- Maeve O'Donnell (Natasha)
- Maximillian Burger (Garçon)
- Stephen Wozniak (Tyler Brunson)

### Épisode 5:Tour de passe-passe
- États-Unis /  Canada : 19 octobre 2015 sur CBS / Global[Note 1]
- Suisse : 17 janvier 2016 sur RTS Un
- France : 23 janvier 2016 sur M6
- Québec : octobre 2016 sur V

- États-Unis : 8,77 millions de téléspectateurs[17] (première diffusion)
- Canada : moins de 1,289 millions[Note 1](première diffusion)
- France : 2,849 millions de téléspectateurs[18](première diffusion)

- Michael Weatherly (Agent du NCIS Tony DiNozzo)
- Bobby Lee (Rio Syamsundin)
- Danielle Bisutti (Sarah Taylor)
- Al Coronel (Agent de la sécurité intérieure)
- Samantha Cutaran (Hôtesse de l'air)
- Victor Chi (Prisonnier / Mr. Hung)

### Épisode 6:Retrouvailles explosives
- États-Unis /  Canada : 2 novembre 2015 sur CBS / Global
- Suisse : 24 janvier 2016 sur RTS Un
- France : 30 janvier 2016 sur M6

- États-Unis : 8,41 millions de téléspectateurs[19] (première diffusion)
- Canada : 1,635 million de téléspectateurs[20] (première diffusion + différé 7 jours)
- France : 2,244 millions de téléspectateurs[21] (première diffusion)

- Anthony Ruivivar (Mark Ruiz)
- Andrew T. Lee (Ramon Santos / Amir Mattar)
- JB Tadena (Diego Lacan)
- Arlene Santana (Alicia Ruiz)
- Stacey Hinnen (Gary Madison)
- Eugene Shaw (Isko Lacan)
- Aiden Lew Andowski (Joey Ruiz)

### Épisode 7:L'Emprise
- États-Unis /  Canada : 9 novembre 2015 sur CBS / Global
- Suisse : 31 janvier 2016 sur RTS Un
- France : 6 février 2016 sur M6

- États-Unis : 7,91 millions de téléspectateurs[22] (première diffusion)
- Canada : 1,692 million de téléspectateurs[23] (première diffusion + différé 7 jours)
- France : 2,336 millions de téléspectateurs[24] (première diffusion)

- Julian Acosta (Oscar Guevara, assistant du procureur général)
- Sebastian Roché (Lee Ashman)
- Lauren Bowles (Gaia)
- Josh Braaten (Adam)
- Scott Subiono (Shawn)
- Chris Dougherty (David Ramsay)
- Sarah Lafleur (Kate Ramsay)
- Mark Rhino Smith (Trevor)
- Debra Leigh (Barbara / Femme âgée)
- Annie Little (Heather)
- Jessica Jade Andres (Crystal)
- Zoe Hall (Rebecca)
- Candace Hammer (Membre de l'église)
- Al Carabello (Bill)
- Alex Blue Davis (Michael)
- Tony Elias (Agent du FBI)
- Jeronimo Spinx (Thompson, agent du NCIS)

Kensi et Deeks partent sous couverture en tant que membres d'une secte pour sauver un employé du département de la Défense qui, après un lavage de cerveau, a révélé des informations classifiées.

### Épisode 8:Des adieux sans fin
- États-Unis /  Canada : 16 novembre 2015 sur CBS / Global
- Suisse : 7 février 2016 sur RTS Un
- France : 13 février 2016 sur M6

- États-Unis : 7,91 millions de téléspectateurs[25] (première diffusion)
- Canada : 1,388 million de téléspectateurs[26] (première diffusion + différé 7 jours)
- France : 2,164 millions de téléspectateurs[27] (première diffusion)

- Mercedes Mason (Talia Del Campo, agent de la DEA)
- Ella Thomas (Jada Khaled)
- Manny Montana (Chef d'équipe / Diego Salazar)
- Dwayne Barnes (Drew Groller, US Marshal)
- Luis Moncada (Manny)
- Philippe Brenninkmeyer (Wayne Morris)
- Miles Gaston Villanueva (Alex Molina)
- Maurice Mejia (L'homme du LAPD)

### Épisode 9:Tromperie
- États-Unis /  Canada : 23 novembre 2015 sur CBS / Global
- Suisse : 14 février 2016 sur RTS Un
- France : 20 février 2016 sur M6

- États-Unis : 7,8 millions de téléspectateurs[29] (première diffusion)
- Canada : 1,44 million de téléspectateurs[30] (première diffusion + différé 7 jours)
- France : 2,324 millions de téléspectateurs[31](première diffusion)

- Nicole Steinwedel (Allison Nelson)
- Arthur Darbinyan (Jahmir Yacoob)
- Anjali Bhimani (Mira Yacoob)
- Marlane Barnes (Madame Belridge)
- Laura Niemi (Wendy Balian, analyste de la CIA)
- James Wong (Andrew Kim)
- Rishi Arya (Vignesh Mehta)
- Anne Griffin (La dame amicale)
- Adam Lieberman (Détective du LAPD)
- Cesar Garcia (Conducteur de voiture basse)
- Jenna Seede (Adeela Yacoob)
- Jonathan Roumie (Perry Gaffney)
- Jesse Bernstein (Homme / Lucas Belridge)
- Stefanie Malouf (Bahrooz Ali)
- Ella Arro (Zahra Yacoob)

### Épisode 10:Affaires internes
- États-Unis /  Canada : 7 décembre 2015 sur CBS / Global
- Suisse : 21 février 2016 sur RTS Un
- France : 27 février 2016 sur M6

- États-Unis : 9,52 millions de téléspectateurs[32] (première diffusion)
- Canada : 1,681 million de téléspectateurs[33] (première diffusion + différé 7 jours)
- France : 2,469 millions de téléspectateurs[34] (première diffusion)

- Patrick St. Esprit (Lieutenant de la LAPD Roger Bates)
- Pamela Reed (Roberta Deeks)
- Jamie Mann (Monica Lee)
- Nick Chinlund (Bruce Steadman, détective du LAPD)
- Karina Logue (Ellen Whiting, détective du LAPD aux services internes)
- Paulina Olszynski (Julie Sanders / Tiffany Williams)
- Joe Thornton Jr. (Northam, officier du LAPD)

### Épisode 11:Sauvez le réveillon!
- États-Unis /  Canada : 14 décembre 2015 sur CBS / Global
- Suisse : 28 février 2016 sur RTS Un
- France : 5 mars 2016 sur M6

- États-Unis : 9,22 millions de téléspectateurs[35] (première diffusion)
- Canada : 1,861 million de téléspectateurs[36] (première diffusion + différé 7 jours)
- France : 2,472 millions de téléspectateurs[37] (première diffusion)

- Lenny Jacobson (Mike Hobbs)
- Malese Jow (Jennifer Kim)
- Elizabeth Bogush (Joelle Taylor)
- Nicole Dalton (Gloria)
- Tye White (Aiden Hanna)
- Walter Wong (Kwok)
- David An (Jason Lam)
- Erica Lynn (Edna)
- Christine Bently (Madame Claus)

### Épisode 12:Réacteur en surchauffe
- États-Unis /  Canada : 4 janvier 2016 sur CBS / Global
- Suisse : 28 février 2016 sur RTS Un
- France : 5 mars 2016 sur M6

- États-Unis : 10,51 millions de téléspectateurs[38] (première diffusion)
- Canada : 1,879 million de téléspectateurs[39] (première diffusion + différé 7 jours)
- France : 1,90 million de téléspectateurs[40](première diffusion)

- Raphael Sbarge (Leo Chadmont)
- Michael B. Silver (Damon Westphal)
- John Lacy (Oaks, chef de la sécurité)
- Emerson Brooks (Sergent d'artillerie Hugh Patterson)
- Poorna Jagannathan (Dr Nitya Agarwal)
- Pisay Pao (Jamie Patterson)
- Bobby Neely (Capitaine de marine Ezekiel Taft)
- Anny Rosario (Sergent de marine Olivia Flores)
- Ludwig Manukian (Rashad Nader)
- Matt Sigloch (Sergent instructeur)

### Épisode 13:Ange et démons
- États-Unis /  Canada : 18 janvier 2016 sur CBS / Global
- France : 3 décembre 2016 sur M6

- États-Unis : 10,64 millions de téléspectateurs[42] (première diffusion)
- Canada : 1,827 million de téléspectateurs[43] (première diffusion + différé 7 jours)
- France : 2,12 millions de téléspectateurs[44](première diffusion)

- Kaj-Erik Eriksen (Mark Powell)
- Galadriel Stineman (Jessica Moore)
- Abhi Sinha (Austin Chopra)
- Dove Meir (Vincent Lee / Moan Haber)
- Lance Irwin (Capitaine Bob)
- Eddie Perino (Luke)
- Scott Michael Morgan (Wilson Rowe)
- Sam Hale (Sergio)

### Épisode 14:Coups et blessures
- États-Unis /  Canada : 25 janvier 2016 sur CBS / Global
- France : 10 décembre 2016 sur M6

- États-Unis : 10,06 millions de téléspectateurs[45] (première diffusion)
- Canada : 1,603 million de téléspectateurs[46] (première diffusion + différé 7 jours)
- France : 2,201 millions de téléspectateurs[47](première diffusion)

- Matthew Del Negro (Jack Simon)
- Jason Brooks (Sy Riggs)
- Alex Weed (Junior)
- Azim Rizk (Al Yasin / Conducteur)
- Bahram Khosraviani (Ahmed Salib)
- Christopher Allen (Agent spécial du NCIS Luke Nelson)

### Épisode 15:Matriochka1
- États-Unis /  Canada : 8 février 2016 sur CBS / Global
- France : 7 janvier 2017 sur M6

- États-Unis : 9,75 millions de téléspectateurs[48] (première diffusion)
- Canada : 1,459 million de téléspectateurs[49] (première diffusion + différé 7 jours)
- France : 2,403 millions de téléspectateurs[50](première diffusion)

- Vyto Ruginis (Arkady Kolcheck)
- Bar Paly (Anastasia « Anna » Kolcheck)
- Ravil Isyanov (Anatoli Kirkin)
- Rizwan Manji (Anton)
- Zoran Korach (Semyon)
- Angelina Assereto (Sarah)
- Griffin Freeman (Hans)
- Mo Anouti (Vigile)
- Mikal Vega (Vigile #2)
- Salvator Xuereb (Balinski / Officier de la CIA Randall Sharov)

### Épisode 16:Matriochka 2
- États-Unis /  Canada : 22 février 2016 sur CBS / Global
- France : 7 janvier 2017 sur M6

- États-Unis : 8,82 millions de téléspectateurs[51] (première diffusion)
- Canada : 1,188 million de téléspectateurs[52] (première diffusion + différé 7 jours)
- France : 2,26 millions de téléspectateurs[53](première diffusion)

- Vyto Ruginis (Arkady Kolcheck)
- Bar Paly (Anastasia « Anna » Kolcheck)
- Daniel J. Travanti (Garrison)
- Salvator Xuereb (Balinski / Officier de la CIA Randall Sharov)
- Zack Sayenko (Vlad Lukov)
- David S. Lee (Pavel Volkoff)
- Jonno Roberts (Robert Lester, analyste de la CIA)
- Jeremy Brandt (Dave, commandant des NAVY SEAL)
- Ward Roberts (Artem Fedor)
- Alexander Chernyshev (Chauffeur de la prison)

### Épisode 17:Vengeance en sursis
- États-Unis /  Canada : 29 février 2016 sur CBS / Global
- France : 17 décembre 2016 sur M6

- États-Unis : 7,94 millions de téléspectateurs[54] (première diffusion)
- Canada : 1,446 million de téléspectateurs[55] (première diffusion + différé 7 jours)
- France : 2,08 millions de téléspectateurs[56](première diffusion)

- Josh Peck (Thomas Kelly) (VF : Hervé Grull)
- Anslem Richardson (Tahir Khaled)
- Ella Thomas (Jada Khaled)
- Dohn Norwood (Colonel Joaddan Salli)
- Jovan Adepo (Emmanuel Salim)
- Wole Parks (Alfred Mahdi, agent de la CIA)
- Keir Gilchrist (Jared Kelly)
- Eme Ikwuakor (Patrick Badri)
- Tye White (Aiden Hanna)
- Layla Crawford (Kamran Hanna)

### Épisode 18:L'Offre et la demande
- États-Unis /  Canada : 14 mars 2016 sur CBS / Global
- France : 14 janvier 2017 sur M6

- États-Unis : 8,78 millions de téléspectateurs[57] (première diffusion)
- Canada : 1,592 million de téléspectateurs[58] (première diffusion + différé 7 jours)
- France : 2,34 millions de téléspectateurs[59](première diffusion)

- Vyto Ruginis (Arkady Kolcheck)
- Bar Paly (Anastasia « Anna » Kolcheck)
- Juan Javier Cardenas (Ricardo Pena / Roman Nulishkin)
- Alexis Carra (Heidi Reardon, procureur général)
- Phil Abrams (Ben Walker)
- Chris Gann (Anthony Howard, U.S. marshal)

### Épisode 19:Un nouveau fils
- États-Unis /  Canada : 21 mars 2016 sur CBS / Global
- France : 21 janvier 2017 sur M6

- États-Unis : 8,76 millions de téléspectateurs[60] (première diffusion)
- Canada : 1,769 million de téléspectateurs[61] (première diffusion + différé 7 jours)
- France : 2,33 millions de téléspectateurs[62](première diffusion)

- Alicia Coppola (Lisa Rand, agent spécial senior du FBI)
- Jorge-Luis Pallo (Salazar, agent spécial du déminage)
- Gavin Lewis (Nadir, Karim et Tomar Zahavi)
- Jennifer Carta (Rachel Zahavi)
- Aylam Orian (David Zahavi)
- Cade Canon Ball (Sanjay Narang)
- Gichi Gamba (Technicien artificier du FBI #1)
- Yawar Charlie (Leader / Pritam Mondal)
- Madailin Rose Pot (Keshika Sinha)
- Jakob Wedel (Jagdish Gupta)
- Samuel Parker (Basu Chopra)

### Épisode 20:Bons Baisers de Pyongyang
Pour les articles homonymes, voir Bons baisers de....
- États-Unis /  Canada : 28 mars 2016 sur CBS / Global
- France : 21 janvier 2017 sur M6

- États-Unis : 8,91 millions de téléspectateurs[63] (première diffusion)
- Canada : 1,86 million de téléspectateurs[64] (première diffusion + différé 7 jours)
- France : 2,45 millions de téléspectateurs[65](première diffusion)

- James Kyson (James Kang)
- Hayley McCarthy (Dawn Amaro)
- Tom Yi (Commandant de flotte sud-coréenne)
- Corey Sorenson (David Prieto, agent spécial du NCIS)
- Joseph Lee (Sung Ahn)
- Max Phyo (Jong Rhee)
- Dean Cudworth (Larkin)
- Ryan Salazar (Protestataire)
- Andrew L Traver (Gates, agent spécial du NCIS)

- Andrew L Traver est le véritable directeur du NCIS.
- Afin de rendre hommage à Miguel Ferrer, la chaîne M6 a affiché avant la diffusion une photo de l'acteur et inscrit à l'écran que l'épisode lui était dédié.

### Épisode 21:Agent triple
- États-Unis /  Canada : 11 avril 2016 sur CBS / Global
- France : 28 janvier 2017 sur M6

- États-Unis : 8,24 millions de téléspectateurs[66] (première diffusion)
- Canada : 1,423 million de téléspectateurs[67] (première diffusion + différé 7 jours)
- France : 2,59 millions de téléspectateurs[68](première diffusion)

- Peter Cambor (Nate Getz, psychologue de terrain)
- Judith Shekoni (Alisa Chambers)
- Keir Gilchrist (Jared Kelly)
- Miles Heizer (VF: Julien Bouanich) (Henrik Vuksan)
- Graham Phillips (Dylan Johnson) (VF : Hervé Grull)
- Brandon Phillips (Sergent Marine Kevin Brickson)

### Épisode 22:Les Liens du sang
- États-Unis /  Canada : 18 avril 2016 sur CBS / Global
- France : 28 janvier 2017 sur M6

- États-Unis : 7,79 millions de téléspectateurs[69] (première diffusion)
- Canada : 1,396 million de téléspectateurs[70] (première diffusion + différé 7 jours)
- France : 2,24 millions de téléspectateurs[71](première diffusion)

- Malese Jow (Jennifer Kim / Yujin Kyeon)
- Jun Kim (Han Choi / Cory Sung)
- Jayne Taini (Propriétaire)
- Nika Williams (Clementine)
- Yoshi Sudarso (Aaron Kim)
- Amy Holland Pennell (Lara Winston)
- Rob Mathes (Agent du FBI)
- Frank Maharajh (Agent du FBI #2)

### Épisode 23:Pas de fumée sans feu
- États-Unis /  Canada : 25 avril 2016 sur CBS / Global
- France : 4 février 2017 sur M6

- États-Unis : 7,87 millions de téléspectateurs[72] (première diffusion)
- Canada : 1,488 million de téléspectateurs[73] (première diffusion + différé 7 jours)
- France : 2,267 millions de téléspectateurs[74](première diffusion)

- David Barrera (Capitaine Vargas)
- Steven Flynn (Peter Hackett, enquêteur incendie)
- Josh Duhon (Darren Lee)
- Skyler Maxon (Marco Guzman)
- Jason Sims-Prewitt (Earl Miller)
- JoNell Kennedy (Susan Yelton, commandant de la Navy)
- Josh Crotty (Brent Williams)

### Épisode 24:La Loi du talion
- États-Unis /  Canada : 2 mai 2016 sur CBS [75] / Global
- France : 4 février 2017 sur M6

- États-Unis : 8,1 millions de téléspectateurs[76] (première diffusion)
- Canada : 1,531 million de téléspectateurs[77] (première diffusion + différé 7 jours)
- France : 2,27 millions de téléspectateurs[78](première diffusion)

- Anslem Richardson (Tahir Khaled)
- Tye White (Aiden Hanna)
- Arden Belle (Amy Porter)
- Jack Griffo (McKenna)
- Kwabena Darkwah (Kalil)
- Simone Bailly (Shannon James, lieutenant Navy)
- Matthew Haddad (Wallace)
- Mike Peebler (Officier de la sécurité)
- Robert Okumu (Bakri)
- Joberde Metellus (Garde)

## Cotes d'écoute au Canada anglophone

### Portrait global
- La moyenne de cette saison est d’environ 1,58 million de téléspectateurs[Note 2].

### Données détaillées
| Numéro épisode | Titre original               | Diffuseur | Date de diffusion originale (2015-2016) | Heure             | Cotes d'écoute (en téléspectateurs) | Classement soirée | Classement semaine |
| -------------- | ---------------------------- | --------- | --------------------------------------- | ----------------- | ----------------------------------- | ----------------- | ------------------ |
| 1              | Active Measures              | Global    | Lundi 21 septembre 2015                 | 21 h 59 HE / HP   | 1 563 000                           | 6                 | 19                 |
| 2              | Citadel                      | Global    | Lundi 28 septembre 2015                 | 21 h 59 HE / HP   | 1 572 000                           | 5                 | 18                 |
| 3              | Driving Miss Diaz            | Global    | Lundi 5 octobre 2015                    | 21 h 59 HE / HP   | 1 611 000                           | 5                 | 19                 |
| 4              | Command & Control            | Global    | Lundi 12 octobre 2015                   | 21 h 59 HE / HP   | 1 483 000                           | 7                 | 22                 |
| 5              | Blame It on Rio              | Global    | Lundi 19 octobre 2015                   | 20 h HE / 22 h HP | N/D                                 | N/D               | N/D                |
| 6              | Unspoken                     | Global    | Lundi 2 novembre 2015                   | 21 h 59 HE / HP   | 1 635 000                           | 4                 | 18                 |
| 7              | An Unlocked Mind             | Global    | Lundi 9 novembre 2015                   | 21 h 59 HE / HP   | 1 692 000                           | 3                 | 13                 |
| 8              | The Long Goodbye             | Global    | Lundi 16 novembre 2015                  | 21 h 59 HE / HP   | 1 388 000                           | 5                 | 23                 |
| 9              | Defectors                    | Global    | Lundi 23 novembre 2015                  | 21 h 59 HE / HP   | 1 440 000                           | 5                 | 17                 |
| 10             | Internal Affairs             | Global    | Lundi 7 décembre 2015                   | 21 h 59 HE / HP   | 1 681 000                           | 1                 | 9                  |
| 11             | Cancel Christmas             | Global    | Lundi 14 décembre 2015                  | 21 h 59 HE / HP   | 1 861 000                           | 1                 | 6                  |
| 12             | Core Values                  | Global    | Lundi 4 janvier 2016                    | 21 h 59 HE / HP   | 1 879 000                           | 1                 | 4                  |
| 13             | Angels and Daemons           | Global    | Lundi 18 janvier 2016                   | 21 h 59 HE / HP   | 1 827 000                           | 1                 | 13                 |
| 14             | Come Back                    | Global    | Lundi 25 janvier 2016                   | 21 h 59 HE / HP   | 1 603 000                           | 4                 | 13                 |
| 15             | Matryoshka (Première partie) | Global    | Lundi 8 février 2016                    | 21 h 59 HE / HP   | 1 459 000                           | 6                 | 18                 |
| 16             | Matryoshka (Deuxième partie) | Global    | Lundi 22 février 2016                   | 21 h 59 HE / HP   | 1 188 000                           | 7                 | 27                 |
| 17             | Revenge Deferred             | Global    | Lundi 29 février 2016                   | 21 h 59 HE / HP   | 1 446 000                           | 6                 | 16                 |
| 18             | Exchange Rate                | Global    | Lundi 14 mars 2016                      | 21 h 59 HE / HP   | 1 592 000                           | 4                 | 11                 |
| 19             | The Seventh Child            | Global    | Lundi 21 mars 2016                      | 21 h 59 HE / HP   | 1 769 000                           | 1                 | 7                  |
| 20             | Seoul Man                    | Global    | Lundi 28 mars 2016                      | 21 h 59 HE / HP   | 1 860 000                           | 1                 | 5                  |
| 21             | Head of the Snake            | Global    | Lundi 11 avril 2016                     | 21 h 59 HE / HP   | 1 423 000                           | 3                 | 14                 |
| 22             | Granger, O                   | Global    | Lundi 18 avril 2016                     | 21 h 59 HE / HP   | 1 396 000                           | 5                 | 19                 |
| 23             | Where There's Smoke          | Global    | Lundi 25 avril 2016                     | 21 h 59 HE / HP   | 1 488 000                           | 3                 | 13                 |
| 24             | Talion                       | Global    | Lundi 2 mai 2016                        | 21 h 59 HE / HP   | 1 531 000                           | 1                 | 10                 |